# Liste de points extrêmes du monde
 (juillet 2024).
Si vous disposez d'ouvrages ou d'articles de référence ou si vous connaissez des sites web de qualité traitant du thème abordé ici, merci de compléter l'article en donnant les références utiles à sa vérifiabilité et en les liant à la section « Notes et références ».
Voici une liste de points extrêmes du monde.

## Monde entier

### Nord
- Le point le plus au nord du globe est le pôle Nord géographique, dans l'océan Arctique.
- La terre la plus au nord est l'île Kaffeklubben, au Nord-Est du Groenland, située par 83° 40′ N, 30° 40′ O, légèrement au large du cap Morris Jesup. Plusieurs bancs de gravier temporaires ont été localisés plus au nord, le plus connu étant Oodaaq[1].
- Le lieu habité le plus au nord est Alert, au Nunavut, Canada, situé par 82° 28′ N, 62° 30′ O.
- La ville la plus au nord est Ny-Ålesund, au Svalbard, Norvège, située par 78° 55′ N, 11° 56′ E.
- La capitale la plus au nord est Nuuk au Groenland, située par 64° 10′ 35″ N, 51° 44′ 10″ O.

### Sud

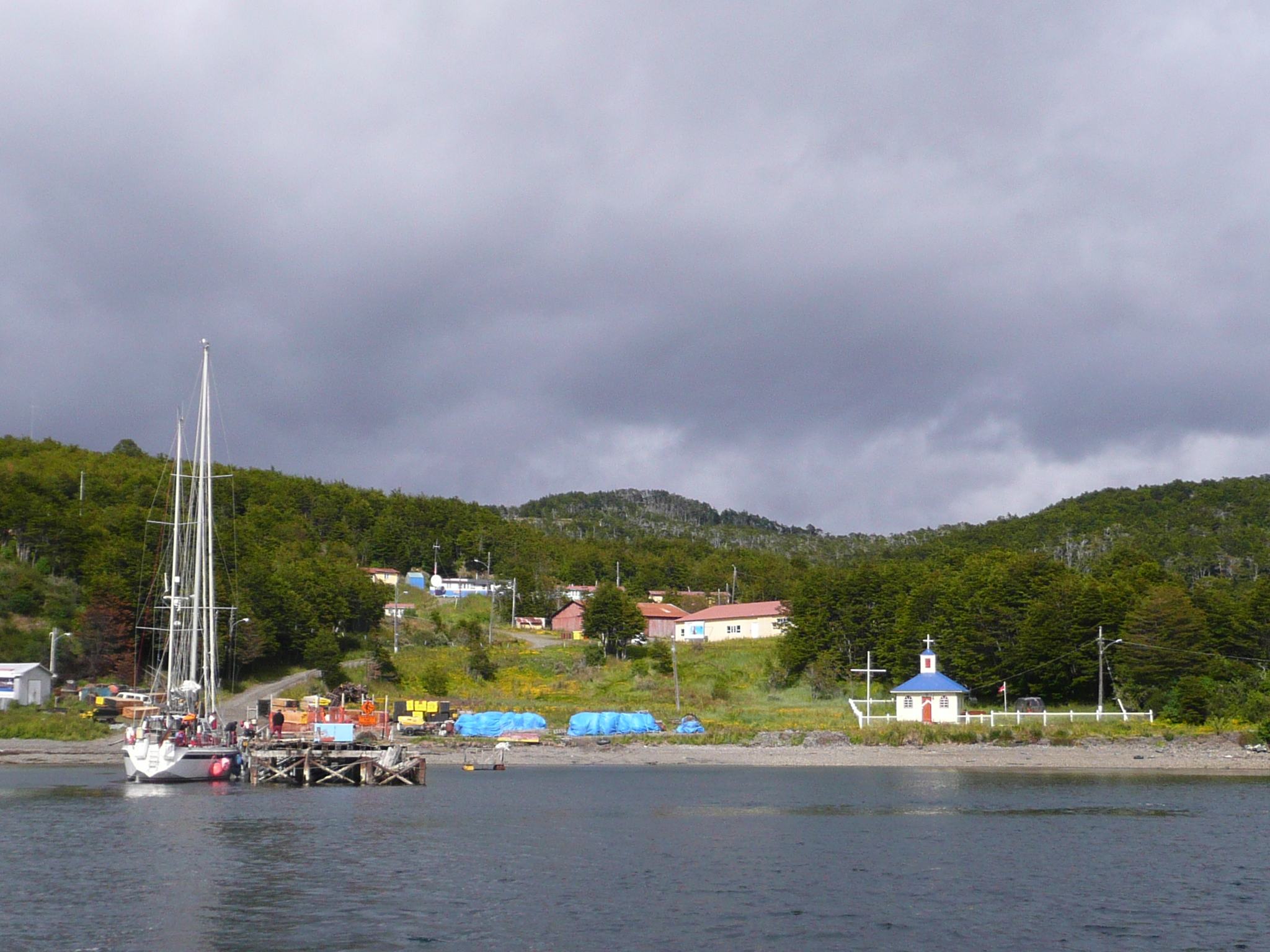
Puerto Toro est la localité habitée en permanence la plus méridionale du monde.

- Le point terrestre le plus au sud du globe est le pôle Sud géographique, sur le continent Antarctique.
- La ville la plus au sud est Puerto Williams (2 262 hab) au Chili située par 54° 56′ S, 67° 36′ O.
- Le village le plus méridional (en dehors des bases en Antarctique) est Puerto Toro au Chili, 55° 05′ S, 67° 04′ O.
- Le lieu habité le plus méridional est la base Amundsen-Scott en Antarctique.
- La capitale la plus au sud est Wellington située à l'extrême sud de l'Île du Nord en Nouvelle-Zélande par 41° 18′ S, 174° 47′ E.

### Longitudes extrêmes et autres positions originales
- Les points les plus à l'ouest et les plus à l'est du monde, sur la base de leur longitude, sont situés le long du 180e méridien. Les terres émergées situées sur ce méridien comprennent du nord au sud l'île Wrangel, l'extrême-orient de la Sibérie russe, les trois îles fidjiennes de Vanua Levu, Taveuni et Rabi et l'Antarctique.
- La terre la plus à l'ouest, selon le tracé de la ligne de changement de date, est l'île Attu, en Alaska (52° 51′ N, 173° 11′ E).
- La terre la plus à l'est, selon le tracé de la ligne de changement de date, est l'île Caroline, dans les Kiribati (10° 00′ N, 150° 25′ O).
- Le centre de l'hémisphère continental, appelé pôle continental, serait situé soit sur l'île Dumet, au large de la Loire-Atlantique et du Morbihan (47° 24′ 42″ N, 2° 37′ 13″ O), soit dans le centre-ville de Nantes (vers 47° 13′ N, 1° 32′ O).

### Altitudes et distances du centre de la Terre
- Le point le plus élevé de la surface terrestre est le sommet de l'Everest, 8 849 m au-dessus du niveau de la mer.
- Le point le plus éloigné du centre de la Terre, du fait qu'elle n'est pas une sphère parfaite, est le sommet du Chimborazo, distant de 6 384,4 km (le sommet de l'Everest n'est distant du centre de la Terre que de 6 382,3 km).
- La Lune est l'astre le plus éloigné situé dans la sphère d'influence gravitationnelle de la Terre (405 500 km à son apogée orbitale).
- La surface de la Lune constitue le point le plus éloigné jamais visité par une créature terrienne, sur lequel subsistent des vestiges de présence humaine, depuis les missions Apollo. Cependant, les sondes Voyager constituent les objets d'origine terrienne les plus éloignés à ce jour ; dérivant dans l'espace interstellaire à une vingtaine de milliards de kilomètres de la Terre.
- Le fond diffus cosmologique constitue « l'objet » le plus lointain observable depuis la Terre, situé à une distance/ancienneté de presque 14 milliards d'années-lumière, soit 132 454 milliards de milliards de kilomètres.
- Le point émergé le plus bas est le rivage de la mer Morte, à 434 m au-dessous du niveau de la mer.
- Le point naturel le plus profond est la fosse Challenger, au fond de la fosse des Mariannes : 10 911 m au-dessous du niveau de la mer.
  - Le point le plus bas de la surface de la Terre, qui ne soit pas recouvert par l’océan, est la fosse subglaciale de Denman en Antarctique : 3 500 m sous le niveau de la mer ; il est recouvert par de la glace[2]. Néanmoins, son caractère de point émergé est discutable, puisqu'il demeure recouvert par l'eau, quoique sous forme solide.
- Le Forage sg3 constitue le lieu artificiel le plus profondément enfoncé dans la croûte terrestre, à 12 262 m. De plus, étant situé à l'intérieur du cercle arctique et compte tenu de sa forme aplatie aux pôles, il s'agit probablement du point le plus proche du centre de la Terre.

### Isolement
- La terre émergée la plus éloignée de tout océan est en Asie centrale, dans le désert de Dzoosotoyn Elisen, à proximité de la localité d'Hoxtolgay à environ 320 km de la ville d'Ürümqi, dans le Turkestan historique, aujourd'hui région autonome chinoise du Xinjiang, située par 46° 17′ N, 86° 40′ E. Ce point est éloigné de 2 649 km de la côte la plus proche, celle bordant Bo Hai, un golfe tributaire de la mer Jaune.
- Le point maritime le plus éloigné de toute terre émergée, appelé « point Nemo », est situé dans l'océan Pacifique Sud, par approximativement 48° 52′ 32″ S, 123° 23′ 33″ O[3] et 2 670 km des terres les plus proches. Il est situé au centre d'un disque couvrant une surface maritime de 22 420 000 km2, sans aucune terre émergée (soit plus que l'URSS). Il est à peu près équidistant de Pitcairn au nord, la terre Marie Byrd en Antarctique au sud, l'île Chatham à l'ouest et le sud du Chili à l'est.
- Le pôle nord d'inaccessibilité est le point de l'océan Arctique le plus éloigné de toute côte, situé par 84° 03′ N, 174° 51′ O, à environ 1 100 km des côtes les plus proches. Il a été atteint pour la première fois par Sir Hubert Wilkins, qui le survola en avion en 1927 ; en 1958, un brise-glace soviétique atteignit ce point.
- Réciproquement, le pôle sud d'inaccessibilité est le point de l'Antarctique le plus éloigné de toute côte. Il est situé par 85° 50′ S, 65° 47′ E, à 463 km du pôle Sud. Il fut atteint en 1957 par une expédition soviétique qui y bâtit la station Sovetskaya. De nos jours, seul un bâtiment subsiste, accompagné d'une statue de Lénine.
- L'île la plus isolée est l'île Bouvet, une dépendance inhabitée de la Norvège, située par 54° 25′ S, 3° 22′ E, dans l'océan Atlantique Sud. Les terres les plus proches sont la terre de la Reine Maud, en Antarctique, à 1 740 km au Sud et l'île Gough à 1 845 km au Nord-Ouest.
- L'archipel le plus isolé du monde est Tristan da Cunha situé par 37° 07′ S, 12° 17′ O. L'île éponyme est à 2 418 km de l'île de Sainte-Hélène et à 2 800 km de la ville du Cap (2 771 km de la côte africaine). L'île Gough, la plus méridionale des îles de l'archipel, est distante de l'île Bouvet de 1 845 km. Cet archipel est aussi celui possédant une population permanente la plus éloignée de tout autre zone d'habitation permanente.

### Température
- La température naturelle la plus froide jamais relevée sur Terre est de −98 °C, mesurée au milieu de l'Antarctique[4].
- La température naturelle la plus chaude jamais relevée sur Terre est de 80,8 °C, mesurée au sol dans le désert de Sonora[5].

### Géographie humaine
- Au nord :
  - Le campement permanent le plus au nord du globe est Alert (Nunavut), sur l'île canadienne d'Ellesmere (82° 28′ N, 62° 30′ O)
  - Villes les plus au nord de la planète, par paliers d'habitants :
    - Plus de 1 000 habitants : Longyearbyen, Svalbard (Spitzberg) (2 115 habitants, 78° 13′ N, 15° 39′ E)
    - Plus de 5 000 habitants : Tiksi, Russie (5 100 habitants, 71° 38′ N, 128° 52′ E)
    - Plus de 50 000 habitants : Tromsø, Norvège (61 897 habitants, 69° 40′ N, 18° 55′ E)
    - Plus de 100 000 habitants : Norilsk, Russie (134 832 habitants, 69° 20′ N, 88° 13′ E)
    - Plus de 250 000 habitants : Mourmansk, Russie (308 100 habitants, 68° 58′ N, 33° 05′ E)
    - Plus de 500 000 habitants : Helsinki, Finlande (559 330 habitants, 60° 10′ N, 24° 60′ E)
    - Plus de 1 000 000 habitants : Saint-Pétersbourg, Russie (5 380 000 habitants, 59° 55′ N, 30° 15′ E)

  - Reykjavik, Islande, est la capitale de pays la plus au nord (64° 09′ N, 21° 55′ O)

- Au sud :
  - Le campement scientifique le plus au sud du globe est la station scientifique Amundsen-Scott, au pôle Sud géographique, en Antarctique. Les populations des stations scientifiques antarctiques n'étant pas considérées comme permanentes, le village le plus au sud du globe est Puerto Toro, Chili (environ 50 habitants, 55° 05′ S, 67° 06′ O).
  - Villes les plus au sud de la planète, par paliers d'habitants :
    - Plus de 1 000 habitants : Puerto Williams, Chili (1 500 habitants, 54° 56′ S, 67° 37′ O)
    - Plus de 50 000 habitants : Ushuaïa, Argentine (environ 50 000 habitants, 54° 48′ S, 68° 19′ O)
    - Plus de 100 000 habitants : Punta Arenas, Chili (120 000 habitants, 53° 10′ S, 70° 56′ O)
    - Plus de 500 000 habitants : Mar del Plata, Argentine (620 000 habitants, 38° 00′ S, 57° 35′ O)
    - Plus de 1 000 000 habitants : Melbourne, Australie (3 100 000 habitants, 37° 49′ S, 144° 58′ E)

  - Wellington, Nouvelle-Zélande, est la capitale de pays la plus au sud (41° 17′ S, 174° 47′ E)

- Altitude :
  - La station spatiale internationale est le lieu habité en permanence le plus élevé (420 km à son apogée orbitale).
  - Les deux camps de base tibétain et népalais servant à l'acclimatation des alpinistes de l'Everest se situent à 5 330 m, quoiqu'ils ne soient habités qu'au printemps[6].
  - Le lieu le plus élevé sur Terre à être habité en permanence est la ville de La Rinconada, au Pérou (5 100 m).
  - La capitale la plus haute du monde est La Paz, Bolivie (3 660 m), montant encore jusqu'à 4 149 m pour la grande ville dans son prolongement, El Alto.
  - Il n'existe pas à proprement parler de base sous-marine posée sur le fond marin et habitée en permanence. Néanmoins, les sous-marins et leurs équipages, disposant d'une certaine autonomie, peuvent s'en approcher. Le K-329 Belgorod par exemple peut abriter plus de cent sous-mariniers pendant quatre mois et plonger à 500 mètres de profondeur.
  - Les diverses localités israéliennes, cisjordaniennes et jordaniennes le long de la mer Morte se partagent le titre de site habité le plus bas du monde (−420 m).
  - La ville la plus basse au monde est Jéricho, en Cisjordanie (−258 m).
  - La capitale la plus basse est celle de l'Azerbaïdjan : Bakou (−28 m).

## Par continent
- Liste de points extrêmes de l'Afrique
- Liste de points extrêmes de l'Amérique
- Liste de points extrêmes de l'Antarctique
- Liste de points extrêmes de l'Asie
- Liste de points extrêmes de l'Europe
- Liste de points extrêmes de l'Océanie